# 阿旺蒂尼昂
阿旺蒂尼昂（法語：Aventignan，法語發音：[avɑ̃tiɲɑ̃]）是法国上比利牛斯省的一个市镇，属于巴涅尔德比戈尔区。

## 地理
阿旺蒂尼昂（43°4'6"N, 0°31'15"E）面积5.22 平方千米，位于法国奧克西塔尼大區上比利牛斯省，该省份为法国西南部内陆省份，北至热尔省，西接大西洋比利牛斯省，南与西班牙接壤，东临上加龙省。
与阿旺蒂尼昂接壤的市镇（或旧市镇、城区）包括：圣保罗、热内雷斯特、隆布雷斯、内斯特河畔马泽尔、蒙泰居、蒂比朗-若纳克。
阿旺蒂尼昂的时区为UTC+01:00、UTC+02:00（夏令时）。

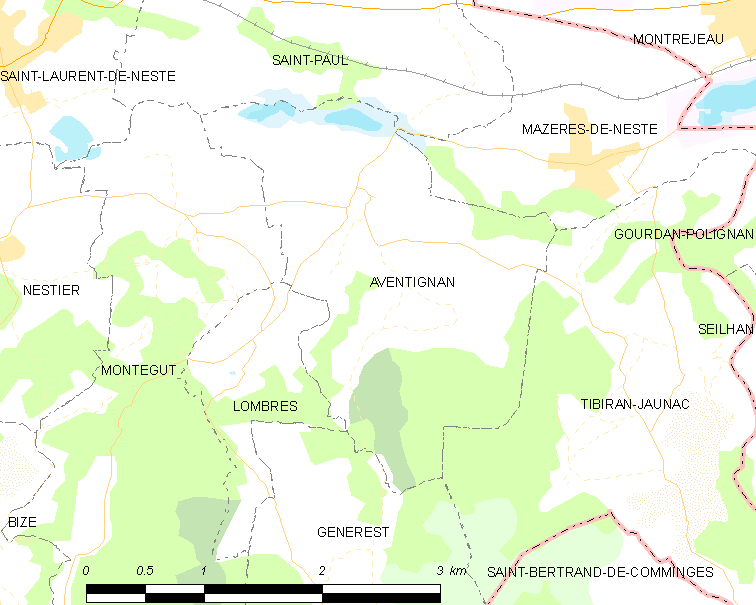
阿旺蒂尼昂的OSM定位图

## 行政
阿旺蒂尼昂的邮政编码为65660，INSEE市镇编码为65051。

## 政治
阿旺蒂尼昂所属的省级选区为巴鲁斯谷县。

## 人口

1962-2008年间阿旺蒂尼昂人口变化图示

阿旺蒂尼昂于2022年1月1日时的人口数量为207人。